# Walter Antonio Jiménez
Walter Antonio Jiménez (El Charco, 25 de mayo de 1939-19 de enero de 2023) fue un futbolista argentino. Fue un centrodelantero de unas condiciones enormes que mostró su categoría por donde anduvo. Jugó en Argentina y Chile. En Argentina, jugó en Independiente de Avellaneda tuvo años notables jugó siete temporadas. En Chile fue ídolo del club Colo-Colo durante la década de los 60', por su habilidad con la pelota y sus goles. Fue elegido como el Mejor Jugador Extranjero en Chile en esa época. Jugando para el Colo-Colo fue apodado Mandrake. No confundir con Walter Lorito Jiménez, también jugador argentino ya retirado que se desempeñaba como medio de enlace con carrera en Argentina y en México.

## Biografía
Se inició en las inferiores del Club Atlético Mitre. Debutó en Primera División a los 15 años. A los 17 fue transferido a Independiente, donde en 1960 se consagró campeón del torneo local. 
En 1963 fue transferido a Colo-Colo transformándose en una de las grandes figura de este equipo chileno y en el primer jugador extranjero en vestir la camiseta alba desde 1944, año en que Colo-Colo inició su política de nacionalización de su equipo, en su paso por Chile también jugó en Audax Italiano, Palestino y Deportes Concepción, pese a que jugó en el equipo itálico a fines de los 60', se identificó mayoritariamente con los albos, con el cual fue campeón del fútbol chileno en 1963, el mismo año en que llegó al cuadro albo.
En 1971 se retiró de la actividad competitiva, precisamente jugando en el cuadro itálico.

## Selección nacional
Ha sido internacional con Selección de fútbol de Argentina, consagrándose campeón panamericano en el certamen que se realizó en San José de Costa Rica en 1960. Vistió la camiseta entre 1959 y el 1961, llegando a jugar las eliminatorias para el Mundial de Chile (1962) y pese a que jugó dicha eliminatoria, no fue incluido en la nómina de la selección argentina, que jugó ese mundial.

## Estadísticas

### Clubes
| Club                | País      | Año       |
| ------------------- | --------- | --------- |
| Independiente       | Argentina | 1957-1962 |
| Colo-Colo           | Chile     | 1963-1966 |
| Audax Italiano      | Chile     | 1967      |
| Palestino           | Chile     | 1968      |
| Deportes Concepción | Chile     | 1969      |
| Audax Italiano      | Chile     | 1970-1971 |

## Palmarés

### Campeonatos nacionales
| Título                        | Club          | País      | Año  |
| ----------------------------- | ------------- | --------- | ---- |
| Primera División de Argentina | Independiente | Argentina | 1960 |
| Primera División de Chile     | Colo-Colo     | Chile     | 1963 |

### Copas internacionales
| Título                            | Club                | País       | Año  |
| --------------------------------- | ------------------- | ---------- | ---- |
| Campeonato Panamericano de Fútbol | Selección Argentina | Costa Rica | 1960 |